# معالجة نباتية

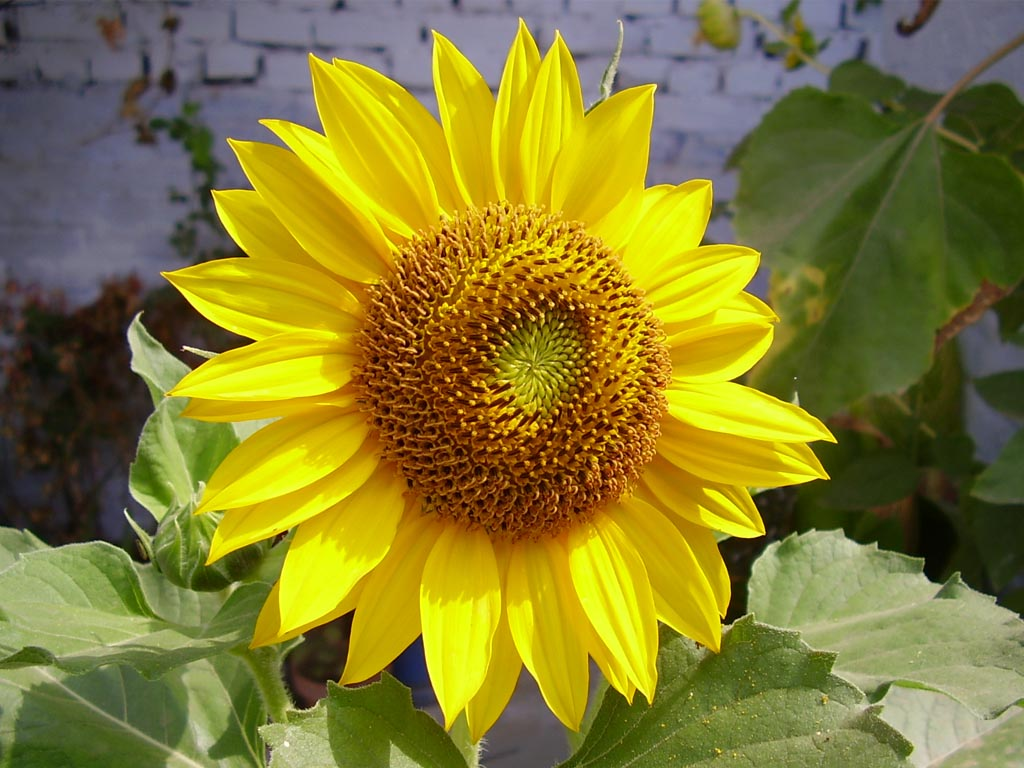
نبات دوار الشمس أحد أهم النباتات التي تُستخدم في المعالجات النباتية.

معالجة نباتية أو المعالجة النباتية للملوثات (بالإنجليزية: Phytoremediation)‏، هي استخدام النبات في إزالة بعض الملوثات سواءً كانت عضوية أو غير عضوية من الأماكن الملوثة كالتربة الزراعية والمياه، وهى من الطرق الهامة البسيطة والغير مكلفة ولا تؤدي إلى أضرار بيئية، حيث يتم زراعة النبات في الأماكن الملوثة فيقوم بامتصاص كميات كبيرة من المواد داخل كتلته الحيوية مثل الجذور الساق والأوراق، ومن ثم يتم معاملة النبات وإعادة تدوير بعض المواد القابلة للاستخدام في الصناعات المختلفة حيث تفيد هذه الطريقة في الحصول على المعادن الهامة في الصناعة مثل النحاس والقصدير وتختلف حساسية النباتات فيما بينها في مقدرتها على النمو وامتصاص المعادن الثقيلة أو المواد العضوية حيث يتم استخدام النباتات الأكثر فاعلية بعد إجراء الدراسات المستفيضة حيث تشير هذه الدراسات والأبحاث إلى أن هناك العديد من النباتات التي يمكن استخدامها في هذا المجال مثل النباتات العشبية البرية سريعة النمو والتي لها كتلة حيوية كبيرة وأيضاً بعض أنواع الحشائش ونباتات المحاصيل الموسمية ودوار الشمس. كما تلعب النباتات المائية دورًا كبيرًا من خلال قدرتها على النمو في المياه العذبة وبالتالي سهولة المعالجة الحيوية وتنقية المياه من الملوثات وخصوصاً الأنهار في المدن الصناعية الكبرى والتي شكلت مشكلة بيئية كبيرة.
مصطلح معالجة النبات مشتقة من "بايثون" الكلمة اليونانية التي ترجمت إلى نبات و"الرميديوم" والتي تترجم إلى علاج. وتستخدم هذه التكنولوجيا على نطاق واسع بسبب مقارنتها‌ مع العلاجات الأخرى، حيث أنها أقل تدميراً للتربة، وأسعارها معقولة عموماً. ميزة أخرى هي أنها تضيف جمالية إلى التربة المتدهورة، وأنها تنطوي على تزايد النباتات الجميلة.
يمكن إزالة ملوثات البيئة المائية والتربة بطرق عدة فيمكن أن تقوم النباتات بإفراز مواد من جذورها تحلل الملوثات. وبشكلٍ أكبر، فإن المواد الكيميائية الضارة يمكن أن تدخل الجذور، وبشكلٍ تفضيلي يتم نقلها إلى المجموع الخضري حيث يسهل إزالتها من الموقع. كما يمكن ببساطة خزن مواد أخرى في النبات ويتم لاحقاً تجميع هذه النباتات وتجفيفها. حيث يتم التخلص منها في موقع تخزين خاص.
مثال ذلك؛ بعد كارثة المفاعل النووي في تشيرنوبيل في شمال أوكرانيا، قامت نباتات دوار الشمس بإزالة السيزيوم المشع بكفاءة من البحيرات المجاورة، حيث وُضِعت النباتات طافيةً على سطح الماء، وتم تثبيتها عن طريق الإسفنج، حيث جُمعت وجُففت لاحقاً. وأيضاً مثال معروف هو استخدام أشجار الحور لتطيير ثلاثي كلورو الإيثيلين.